# Таряник, Вера Михайловна
Вера Михайловна Таряник (род. 5 ноября 1940, Недригайловский район, Сумская область) — советский деятель сельского хозяйства, новатор сельскохозяйственного производства, доярка колхоза «Коминтерн» Недригайловского района Сумской области. Герой Социалистического Труда (1976). Член ЦК КП Украины в 1981—1990 г.

## Биография
Родилась в крестьянской семье. Много лет проработала дояркой колхоза «Коминтерн» села Коровинцы Недригайловского района Сумской области. Добивалась высоких надоев молока от коровы.
Член КПСС с 1977 года.
Затем — на пенсии в селе Коровинцы Недригайловского района Сумской области.

## Награды
- Герой Социалистического Труда (1976)
- два ордена Ленина (1976)
- орден Трудового Красного Знамени (1971)
- медали.